# Собор Пресвятой Девы Марии (Галифакс)
Собор Пресвятой Девы Марии (фр. Cathédrale Sainte-Marie, англ. St. Mary’s Basilica) — католическая церковь, находящаяся в городе Галифакс, провинция Новая Шотландия, Канада. Церковь является малой базиликой и кафедральным собором архиепархии Галифакса-Ярмута. Церковь внесена в список национальных памятников Канады.

## История

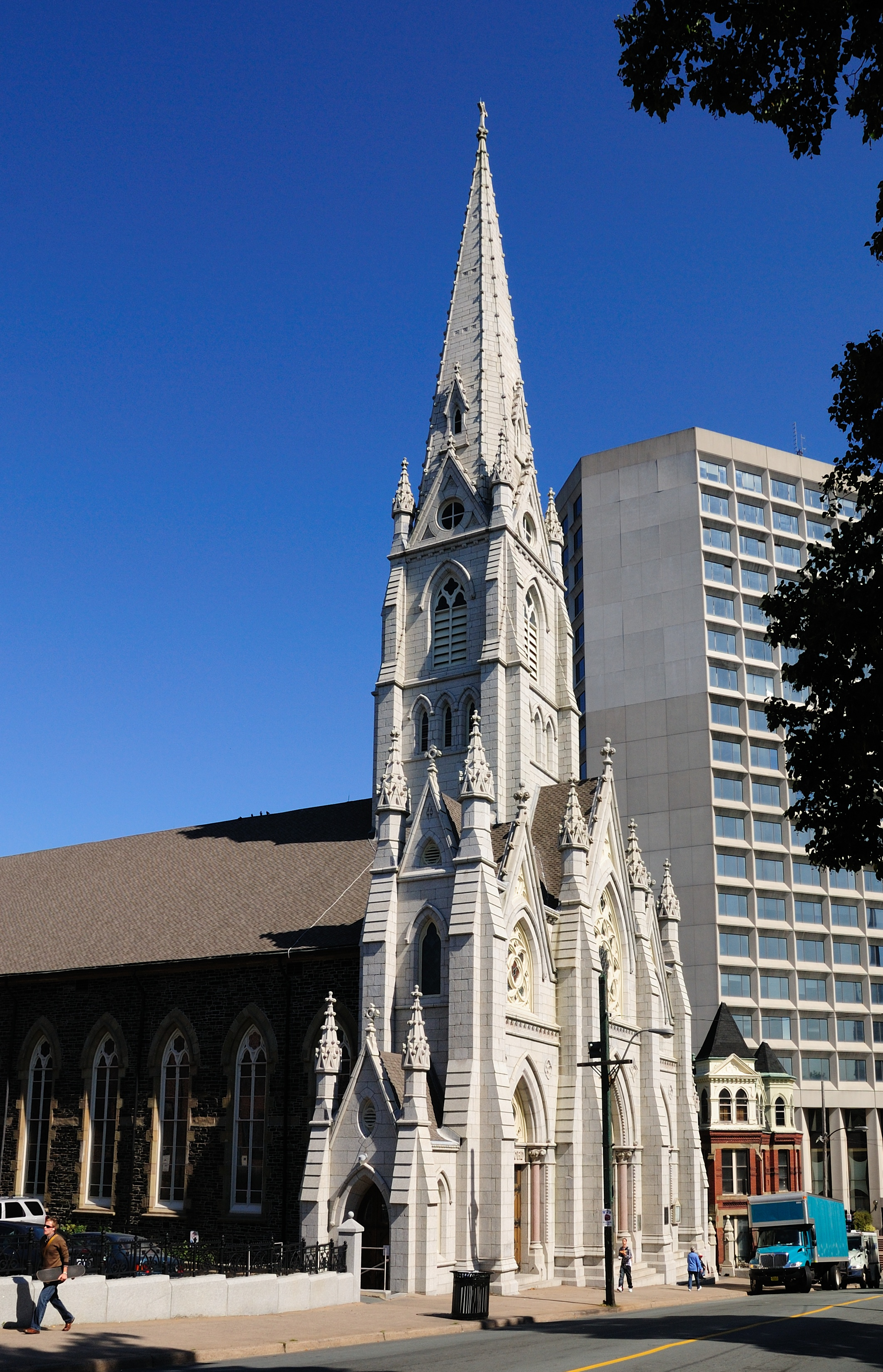
Собор Пресвятой Девы Марии, Галифакс, провинция Новая Шотландия, Канада

В 1820 году в Галифаксе началось строительство церкви святого Петра, которое инициировал епископ Эдмон Бюрк. В 1829 году в новом храме совершилось первое богослужение. В 1843 году к храму была пристроена часовня Пресвятой Девы Марии.
В 1860 году церковь святого Петра была перестроена в неоготическом стиле архитектором Джозефом Конолли. В 1879 году был установлен шпиль и колокол. В 1899 году строительство было завершено и состоялось торжественное освящение перестроенного храма, который был назван в честь Пресвятой Девы Марии.
В 1917 году здание храма незначительно пострадало от взрыва французского военного транспорта, загружённого взрывчаткой.
В 1950 году Римский папа Пий XII возвёл собор Пресвятой Девы Марии в ранг малой базилики.
В 1960 году в соборе был установлен орган фирмы Casavant Frères. В 1969 году был перестроен алтарь в соответствии с требования II Ватиканского собора.
В 1983 году собор пострадал от пожара и был полностью отремонтирован в 1991 году. В 1997 году собор был внесён в список национальных памятников Канады.
В 2002 году в храме проводился небольшой ремонт.